# Zadnja vas
Zadnja vas je naselje u slovenskoj Općini Radovljici. Zadnja vas se nalazi u pokrajini Gorenjskoj i statističkoj regiji Gorenjskoj. 

## Stanovništvo
Prema popisu stanovništva iz 2002. godine naselje je imalo 25 stanovnika.